# Santa Luzia (Minas Gerais)
Santa Luzia – miasto we wschodniej Brazylii, w stanie Minas Gerais, w regionie metropolitalnym Belo Horizonte. W 2009 miasto liczyło ok. 232 tys. mieszkańców. Ośrodek przemysłu ceramicznego, maszynowego, metalurgicznego.  Ważny węzeł drogowy.